# Edward Whymper
Edward Whymper (n. 27 aprilie 1840, Londra - d. 16 septembrie 1911, Chamonix) a fost un alpinist și explorator britanic, cunoscut pentru prima ascensiune pe vârful Matterhorn în anul 1865 într-o echipă de șapte alpiniști, din care patru au murit la coborâre. El a scăpat cu viață din expedițiile riscante din Groenlanda, din Alpi și din Anzi.